# امیل میلف
امیل میلف (بلغاری: Емил Милев؛ زادهٔ ۲ مهٔ ۱۹۶۸) تیرانداز اهل بلغارستان است.